# Neverball
Neverball je 3D plošinovka inspirovaná titulem Super Monkey Ball. Vyšla pro platformy Windows, Mac OS X, Linux, FreeBSD, Dreamcast a iOS. Titul je svobodným softwarem pod GNU General Public License.
V instalačním balíčku Neverballu se objevil minigolfový simulátor zvaný Neverputt, jenž obsahuje tři sady drah o různých obtížnostech. Verze 1.4.0 Neverballu odstranila možnost hrát úrovně Neverputtu „uvnitř“ Neverballu.

## Hratelnost
Hlavní hratelnost Neverballu je založena na pohybu míče použitím gravitace a nakláněním světa, nikoliv přímým ovládáním míče. Myš, klávesnice nebo joystick naklánějí úroveň a tím vedou míč k cíli přes překážkovou dráhu v daném časovém limitu. Po cestě se vyskytují pohybující plošiny a další šílené objekty, čímž se stupňuje obtížnost úrovní. Pro zpřístupnění cíle v každé úrovni musí hráč nasbírat požadované množství mincí. Mince mívají tři různé barvy: žlutou, červenou a modrou. Žlutá se počítá za 1, červená za 5 a modrá za 10 mincí či bodů. Získání 100 mincí přidá hráči další život.
Aktuální verze (1.4.0) obsahuje celkem 75 úrovní rozdělených do 3 sad po 25. První sada je určena začátečníkům, další dvě jsou pro pokročilé hráče. Existují také přídavné sady které lze stáhnout na Neverfóru.
Neverball obsahuje další výzvy jako třeba posbírání co nejvíce mincí v časovém limitu, nebo prostě dokončit úroveň v co nejkratším čase. Pro každou úroveň je k dispozici Jednoduché, Střední a Obtížné nejvyšší skóre k překonání.
Dostupné jsou tři režimy kamery. Stiskem F1 se přepne na Pronásledovací kameru, která se natáčí, aby sledovala směr míče, rychle a těsně. Stiskem F2 se přepne na Línou kameru, která je podobná Pronásledovací kameře, ale reaguje pomaleji. Stiskem F3 se přepne na kameru Manuální, a v tomto režimu se kamera otáčí pouze při stisku specifických kláves (standardně levé/pravé tlačítko myši).
Neverball obsahuje systém pro záznam hry který zaznamenává hru v jakékoliv úrovni. Záznam začíná automaticky, když je úroveň spuštěna a může být uložen po dokončení úrovně, nebo když míč z úrovně vypadne. Momentálně lze uložit až 64 záznamů.
Hra umožňuje tvorbu úrovní s GtkRadiantem, programem na tvorbu úrovní určených pro známé hry, například Quake. GtkRadiant má momentálně verze pro Windows, Mac OS X a Linux.

## Galerie

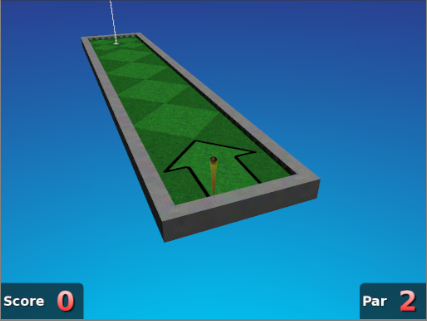
Snímek úrovně Neverputtu, verze 1.4.0